# Норт-Хіро (Вермонт)
Норт-Хіро (англ. North Hero) — місто (англ. town) в США, адміністративний центр округу Ґранд-Айл штату Вермонт. Населення — 939 осіб (2020).
Муніципалітет Норт-Хіро розташований на однойменному острові озера Шамплейн. Площа — 120,6 км, з них землі — 35,6 км (29,5%). На частині острова розташований державний парк.

## Демографія
Згідно з переписом 2010 року, у місті мешкали 803 особи в 349 домогосподарствах у складі 245 родин. Було 966 помешкань
Расовий склад населення:
| - 96,4 % — білих - 0,7 % — корінних американців - 0,2 % — вихідців з тихоокеанських островів - 0,2 % — азіатів |

До двох чи більше рас належало 2,0 %. Частка іспаномовних становила 1,6 % від усіх жителів.
За віковим діапазоном населення розподілялося таким чином: 18,1 % — особи молодші 18 років, 66,0 % — особи у віці 18—64 років, 15,9 % — особи у віці 65 років та старші. Медіана віку мешканця становила 49,7 року. На 100 осіб жіночої статі у місті припадало 100,8 чоловіків; на 100 жінок у віці від 18 років та старших — 100,6 чоловіків також старших 18 років.
Середній дохід на одне домашнє господарство становив 92 079 доларів США (медіана — 74 922), а середній дохід на одну сім'ю — 104 421 долар (медіана — 89 167). Медіана доходів становила 57 344 долари для чоловіків та 48 750 доларів для жінок. За межею бідності перебувало 7,4 % осіб, у тому числі 3,6 % дітей у віці до 18 років та 4,4 % осіб у віці 65 років та старших.
Цивільне працевлаштоване населення становило 481 особа. Основні галузі зайнятості: освіта, охорона здоров'я та соціальна допомога — 32,4 %, виробництво — 10,8 %, науковці, спеціалісти, менеджери — 10,4 %, будівництво — 10,4 %.